# Княжество Трансилвания
Княжество Трансилвания (на румънски: Principatul Transilvaniei; на унгарски: Erdélyi Fejedelemség; на немски: Fürstentum Siebenbürgen) е историческо държавно образувание, съществувало между 1571 и 1711 на територията на Трансилвания.
Първоначално е васално княжество в границите на Кралство Унгария под управлението на рода Батори. По-късно е завладяно от Османската империя, а по-сетне отново върнато на Унгария след битката при Виена. През 1711 то е ликвидирано като самостоятелно просъществувало образувание, като е присъединено към Австрийската империя, преобразувана по-късно в Австро-Унгария, която на свой ред се разпада през 1918 г.
За упражняване на управлението и контрола върху политическия и икономически живот в княжеството е образуван Съюз на трите нации между три католически нации: унгарци, трансилвански немци (саси) и трансилвански маджари (секеи) Съюзът има католически характер и провежда дискриминационна политика по отношение на православната румънска общност.